# Элморовская задержка
Элморовская задержка — простая аппроксимация задержки RC-цепочки в электронной системе. Часто используется в таких процедурах как: логический синтез, расчет задержки схемы, статический временной анализ и трассировка, так как она легко рассчитывается (особенно в древовидных структурах) и достаточно точна.